# Diego Hofland
Diego Hofland (* 21. September 1990 in Rotterdam) ist ein niederländisch-deutscher Eishockeyspieler, der seit 2019 bei den Tilburg Trappers in der deutschen Oberliga Nord unter Vertrag steht.

## Karriere
Diego Hofland begann seine Karriere als Eishockeyspieler in der Nachwuchsabteilung der Düsseldorfer EG, für deren U18-Junioren er von 2005 bis 2008 zunächst in der deutschen U18-Liga, sowie ab der Saison 2006/07 in der Deutschen Nachwuchsliga aktiv war. Von 2007 bis 2010 spielte der Flügelspieler für die zweite Mannschaft der DEG in der viert klassigen Eishockey-Regionalliga und gab in der Saison 2009/10 parallel sein Debüt für die Profimannschaft der DEG in der Deutschen Eishockey Liga, nachdem der gebürtige Niederländer in der Zwischenzeit einen deutschen Pass erhalten hatte und somit das Ausländerkontingent seines Vereins nicht mehr belastete. In seinem Rookiejahr in der DEL blieb er in insgesamt 25 Spielen punkt- und straflos.
In der Saison 2010/11 gelang Hofland der Durchbruch im DEL-Team der DEG, für die er in insgesamt 51 Spielen ein Tor erzielte und vier Vorlagen gab. Mit einer Förderlizenz kam er zudem zu 61 Einsätzen für die Füchse Duisburg in der Eishockey-Oberliga. Dabei erzielte er 27 Tore und gab 27 Vorlagen. Zur Saison 2013/14 wechselte Hofland dann gänzlich nach Duisburg, spielte dort für zwei Spielzeiten und wechselte anschließend zum EC Bad Nauheim in die DEL2. Nach zwei Jahren in Bad Nauheim wechselte Hofland zu den Krefeld Pinguinen in die Deutsche Eishockey Liga. Da Hofland im Laufe der Saison 2018/19 bei den Pinguinen nicht zum Einsatz in der DEL kam, wurde sein Vertrag einvernehmlich aufgelöst und so konnte er wieder zu den Füchsen Duisburg in die Eishockey-Oberliga wechseln. Seit 2019 spielt er bei den Tilburg Trappers (und damit erstmals in seinem Heimatland) in der deutschen Oberliga Nord.

### International
Erst mit 31 Jahren wurde Hofland erstmals in die niederländische Nationalmannschaft berufen und nahm mit ihr an der Weltmeisterschaft 2022 in der Division II teil. Nach dem dort erreichten Aufstieg spielte er bei der Weltmeisterschaft 2023 in der Division I. Zudem stand er im Aufgebot seines Landes bei der Olympiaqualifikation für die Winterspiele in Mailand 2026.

## Erfolge und Auszeichnungen
- 2022 Aufstieg in die Division I, Gruppe B, bei der Weltmeisterschaft der Division II, Gruppe A

## Karrierestatistik
Stand: Ende der Saison 2023/24

### International
Vertrat die Niederlande bei:
- Weltmeisterschaft der Division II A 2022
- Weltmeisterschaft der Division I B 2023
- Qualifikationsturnier für die Olympischen Winterspiele 2026

(Legende zur Spielerstatistik: Sp oder GP = absolvierte Spiele; T oder G = erzielte Tore; V oder A = erzielte Assists; Pkt oder Pts = erzielte Scorerpunkte; SM oder PIM = erhaltene Strafminuten; +/− = Plus/Minus-Bilanz; PP = erzielte Überzahltore; SH = erzielte Unterzahltore; GW = erzielte Siegtore; 1 Play-downs/Relegation; Kursiv: Statistik nicht vollständig)